# Humaria novozeelandica
Humaria novozeelandica är en svampart som beskrevs av Henn. 1894. Humaria novozeelandica ingår i släktet Humaria och familjen Pyronemataceae.   Inga underarter finns listade i Catalogue of Life.